# Sorbonne Université

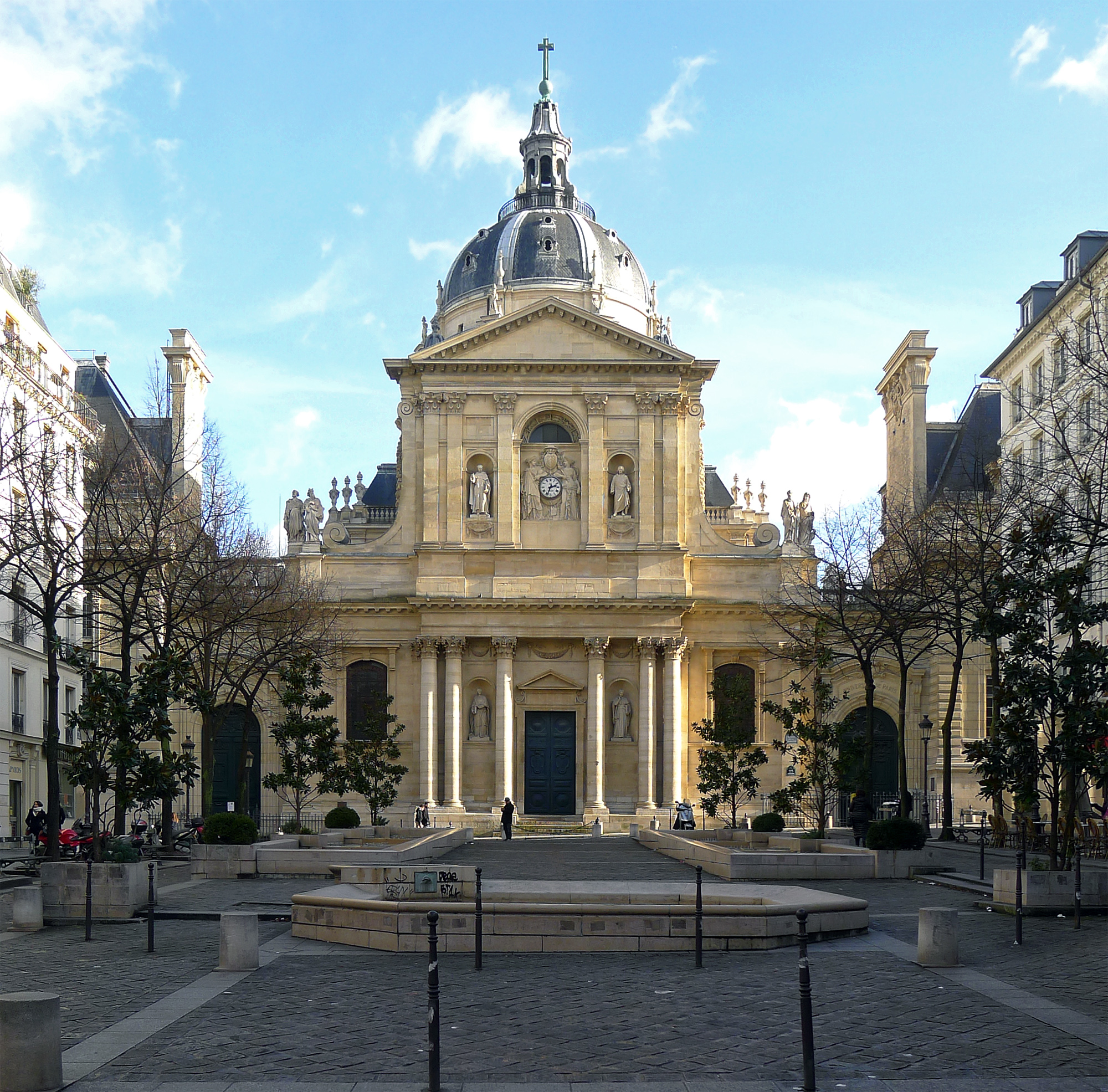
Chapel of the main Sorbonne building

Sorbonne Université (em inglês: Sorbonne University), é uma universidade pública de pesquisa em Paris, França, frequentemente listada entre as melhores universidades do mundo.

## História
O Colégio da Sorbonne foi fundado em 1257 por Robert de Sorbon. Séculos mais tarde incluído na Universidade de Paris, que era metonimicamente conhecida por "Sorbonne", ele está na origem da atual Faculdade de Letras e Ciências Humanas da Universidade Sorbonne. 
Em 1971, a Universidade de Paris, uma das mais antigas universidades do mundo, e até então conhecida por Sorbonne, nome do seu colégio de humanidades, passou por processo de descentralização que resultou no estabelecimento de diferentes universidades parisienses.  
Nesse ano, surgiu oficialmente a Universidade Paris-Sorbonne (1971–2017), de parte constitutiva da faculdade de humanas da antiga Universidade de Paris. 
Em 2018, a Universidade Paris-Sorbonne, de ciências humanas, decidiu fundir-se com a Universidade Pierre e Marie Curie (1971-2017), anteriormente parte constituinte da faculdade de ciências e da faculdade de medicina da Universidade de Paris. O resultado da fusão passou a chamar-se Universidade Sorbonne (Sorbonne Université em francês, Sorbonne University em inglês). 

## Classificação como de excelência pelo governo francês
Como parte das reformas do ensino superior francês, em 19 de março de 2018, o júri internacional convocado pelo governo francês para a "Iniciativa de Excelência (IDEX)" confirmou a vitória definitiva da Universidade Sorbonne. Consequentemente, a Universidade Sorbonne ganhou uma dotação de 900 milhões de euros sem limite de tempo. Esta é a primeira instituição de ensino superior na região de Paris a ganhar tal dotação. A universidade foi criada por um decreto de 21 de abril de 2017 e teve lugar em 1 de janeiro de 2018. 

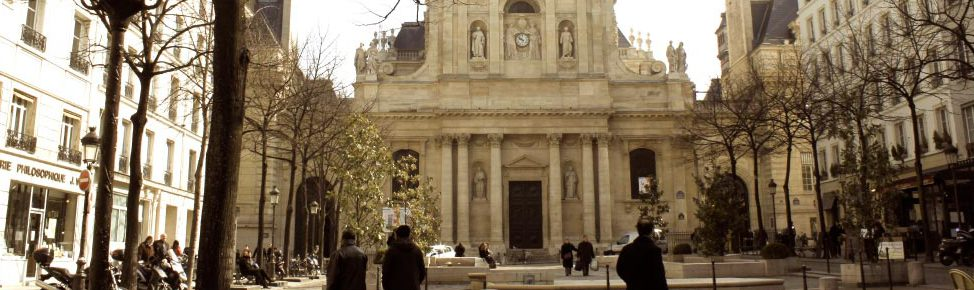
A Sorbonne
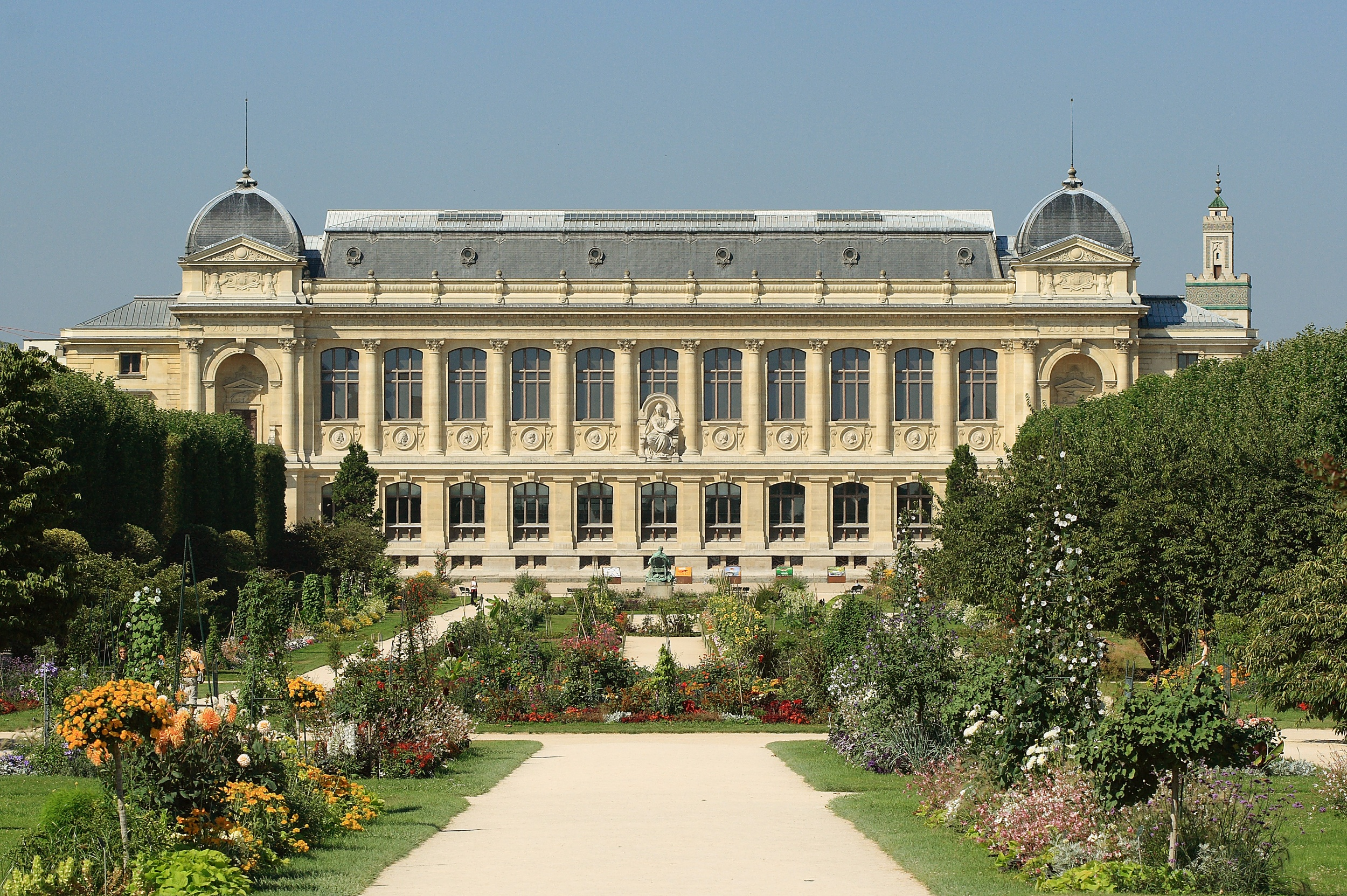
Vista em perspectiva do Jardin des Plantes
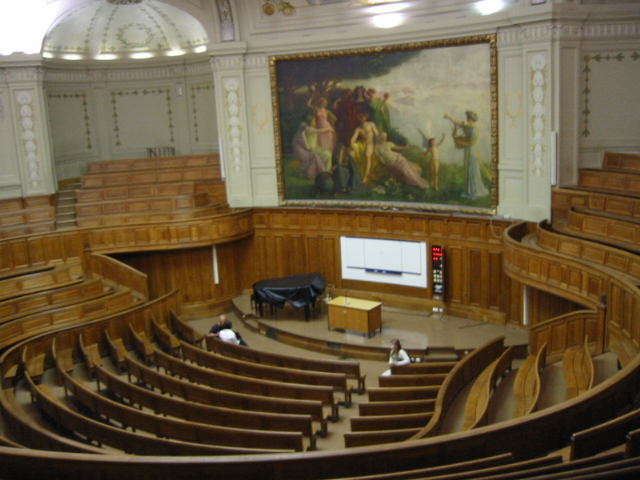
O Amphithéâtre Richelieu

## Rankings universitários
A Universidade Sorbonne é consistentemente classificada nas melhores universidades da Europa e do mundo. O primeiro reconhecimento de sua existência como uma universidade integrada veio em 2018, quando apareceu no ranking mundial de universidades 2018-2019 da CWUR em 29º lugar global e 1º lugar na França.
No Ranking Acadêmico das Universidades do Mundo de 2018, a Universidade Sorbonne está classificada na faixa de 36 a nível mundial, e a primeira na França.
Nos Rankings de Ensino Europeu do Times Higher Education 2018, a Universidade Sorbonne está classificada em 3º lugar na Europa (depois da Universidade de Oxford e da Universidade de Cambridge) e 1º na Europa Continental.
No Times Higher Education World Reputation Rankings do Times Higher Education em 2018, a Universidade Sorbonne está classificada entre 51º e 60º globalmente e a segunda na França.
O QS World University Rankings de 2019 classificou a Universidade Sorbonne em 75º no mundo e em 3º na França.  Faculdades individuais da Universidade Sorbonne também apareceram nos rankings. 
Antes da fusão da Universidade Paris-Sorbonne e da Universidade Pierre e Marie Curie, ambas tinham seus próprios rankings no mundo. 
Sua predecessora fundadora Paris-Sorbonne University foi classificada como 222 no mundo pelo QS World University Rankings 2015. Pelo corpo docente, foi classificado 9 em línguas modernas, 36 em artes e humanidades (1 na França) e 127 em ciências sociais e gestão (5 na França). Pela reputação acadêmica, foi classificado 80 (2º na França), de acordo com o QS World University Rankings, e 2º na reputação internacional mais alta geral de todas as instituições acadêmicas na França, de acordo com o Times Higher Education 2015.  Em 2014, Paris-Sorbonne ficou em 227 no mundo, segundo o QS World University Rankings, 115 em Ciências Sociais e Gestão, 33 em Artes e Humanidades.
A Universidade Pierre e Marie Curie, que se tornou em 2018 a faculdade de Ciências Exatas e de Medicina da Universidade Sorbonne, foi frequentemente classificada como a melhor universidade da França. Em 2014, a UPMC foi classificada em 35º lugar no mundo, 6ª na Europa e 1ª na França pelo Ranking Acadêmico de Universidades do Mundo. Foi classificado em 4º no mundo no campo da matemática pelo mesmo estudo.  O 2013 QS World University Rankings classificou a universidade em geral 112º no mundo e 3º na França.  Em 2013, de acordo com o Ranking Universitário por Desempenho Acadêmico (URAP).